# أكيرا تاكوشي
أكيرا تاكوشي (باليابانية: 竹内章) هو منافس ألعاب قوى ياباني، ولد في 2 مارس 1947.

## وصلات خارجية
- أكيرا تاكوشي على موقع أوليمبيديا (الإنجليزية)